# 경인 마을 라디오
경인 마을 라디오는 OBS 라디오에서 주말 오전 11시 30분에 방송했던 프로그램이다. 2024년 12월 29일 자로 1년만에 폐지되었다.

## 진행
- 이유나 (OBS 라디오 아나운서, 전 경기방송 아나운서)

## 역대 방송시간
| 방송 채널  | 방송 기간                          | 방송 시간                  |
| ---------- | ---------------------------------- | -------------------------- |
| OBS 라디오 | 2023년 4월 1일 ~ 2024년 2월 18일   | 주말 오후 4:04 ~ 오후 4:30 |
| OBS 라디오 | 2024년 2월 24일 ~ 2024년 12월 29일 | 주말 오전 11:30 ~ 낮 12:00 |